# Stolnica v Burgosu
Stolnica v Burgosu (špansko: Catedral de Burgos) je gotska rimskokatoliška stolnica v Burgosu, Španija. Posvečena je Devici Mariji in je znana po svoji velikosti ter edinstveni arhitekturi. Njena gradnja se je začela leta 1221 in je bila v uporabi kot cerkev devet let kasneje, vendar se je delo nadaljevalo do leta 1567, ko je bila zgrajena predvsem v francoskem gotskem slogu, čeprav so dodali dele v renesančnem slogu v 15. in 16. stoletju.
Stolnica je bila razglašena za Unescovo svetovno dediščino 31. oktobra 1984. To je edina španska stolnica, ki je na seznamu samostojno, ne kot del zgodovinskega središču mesta (kot v Salamanci, Santiago de Compostela, Ávila, Córdoba, Toledo, Alcalá de Henares ali Cuenca) ali z drugimi objekti, kot v Sevilji.

## Zgodovina
Gradnjo stolnice je odredil kralj Ferdinand III. Kastiljski in Mauricio, v Angliji rojen škof Burgosa. Gradnja se je začela na mestu nekdanje romanske stolnice 20. julija 1221, kjer se začne na apsida, ki je bila končana v devetih letih.
Glavni oltar je bila prvič posvečen leta 1260, nato pa je nastal dolgotrajen premor skoraj 200 let, preden je bila gradnja v celoti končana. Stolnica je bila končana leta 1567, z zaključkom laterne na zvoniku na glavnem križišču ladij, ki se dviga nad nežno naluknjanimi zvezdicami oboka. Arhitekta, ki sta usmerjala izgradnjo, sta bila Francoz v 13. stoletju in Nemec v 15. stoletju. Leta 1417 se je škof Burgosa udeležil Sveta Constance in se vrnil z mojstrom zidarjem Janezom iz Kölna (Juan de Colonia), ki je končal stolpe s fialami s kamnitim krogovičjem.
Med najbolj znanimi škofi Burgosa je bil učenjak iz 15. stoletja in zgodovinar Alphonsus Sancta Maria.
Leta 1919 je postala stolnica grob Rodrigo Díaz de Vivar (»El Cid«) in njegove žene Doña Jimena. 31. oktobra 1984 je bila imenovana na seznam svetovne dediščine UNESCO.
V 15. in 16. stoletju je stolnica doživela velike spremembe, kot so stolpiči na glavni fasadi, kapela Constable Simóna de Colonia in ciborij v transeptu Juan de Vallejo. Zaradi teh elementov napredne gotike je stolnica dobila ugleden profil. Zadnja pomembna dela (zakristija ali kapela svetega Tecla) se je pojavila v 18. stoletju, ki je stoletje, v katerem so se gotski kipi pri vratih glavnega tudi preoblikovali.
Na začetku 20. stoletja so nekatere dele kamnite gradnje stolnice odstranili, kot je nadškofova palača in zgornje nadstropje samostana. Slog je gotski, čeprav ima v notranjosti nekaj renesančnih in baročnih okraskov.
Vsebuje dela umetnikov, kot so arhitekti in kiparji iz družine Colonia (Juan, Simon in Francisco), kiparjev Gil de Siloé, Felipe Vigarny ali Juan de Anchieta, kipar in arhitekt Diego de Siloé, izdelovalec rešetk Cristóbal de Andino ali slikar Sebastiano del Piombo (»Sveta družina«).
Glavna fasada je podobna francoskim stolnicam Pariza in Reimsa. Sestoji iz treh odprtin, na vrhu z dvema stranskima kvadratnima stolpoma. Strme fiale, pri katerih je razviden nemški vpliv, so bile dodane v 15. stoletju in so delo Juan de Colonia.
Nekateri elementi znotraj stolnice, ki so velikega pomena, so: Papamoscas (ptič muhar), zglobni kip, ki odpre usta ob oglašanju zvonov vsako uro, romanski grob Mudarra, maščevalnega polbrata smrti sedmih knezov de Lara (prinese v katedralo iz prvotne lokacije v samostanu San Pedro de Arlanza zaradi opuščanja), izrezljani sedeži kora, grob škofa Mauricia, grobnica El Cida in njegove žene Doñe Jimene, pismo o varnosti El Cida in njegova skrinja.

## Arhitektura
Zahodna fasada v severno francoskem gotskem slogu iz 15. stoletja je obdana s stolpoma kvadratnega tlorisa, ki se končata z osmerokotnimi fialami s kamnitim krogovičjem. Fasada v treh nivojih ima tri vhode z obokanimi okvirji, galerijo obdano z balustradno ograjo in fialami in nežno preluknjano rozeto. V zgornjem nivoju sta dve šilasti okni, dvojno obokani in kipi na podstavkih in okronani, ter balustrado iz klesanega kamna ter napisom: »PULC [H] RA ES ET DECORA«, v centru je kip Marije. Več ograj in balkonov je v stolpih z dodatno izrezljanimi napisi: igličasto poudarjene osmerokotne fiale zaključujejo štiri vogale. Glavna fiala je visoka 88 metrov. Za primerjavo: stolpi stolnice v Reimsu dosegajo 81,50 m, v Orleansu 88 m in v Parizu 69 m.
Njen tloris v obliki latinskega križa s 106 metrov dolgo ladjo in širokima stranskima ladjama je skorajda skrit pred pogledom od zunaj, zakriva pa ga petnajst kapel, dodanih v vseh kotih in transeptih, lep križni hodnik iz 14. stoletja na severozahodu ter nadškofijska palača na jugozahodu. V treh osrednjih vratih glavne ali zahodne fasade se dvigata dva vzvišena in ljubka stolpa, okronana s fialami. Mnogi oltarji, kapele in spomeniki v stolnici so umetniškega in zgodovinskega pomena.
Portal severnega transepta, znan kot Portada de la Coronería, ima kipe dvanajstih apostolov. Zgornji del portal okronata šilasta okna in dve fiali. Na južnem portalu, portada prikazuje evangeliste ob svojih pisalnih mizah.
Veličastna osmerokotna kapela Condestable je v razposajenem gotskem slogu, napolnjena s krogovičjem, vitezi in angeli in heraldiko. Namenjena za grobove Pedra Fernándeza de Velasca, 2. grofa Haro, Condestable Kastilije in njegove družine.

## Galerija
- Stolnica ponoči
- Notranjost kapele Condestable
- Zunanjost kapele Condestable
- Detajl zunanjosti kapele Condestable
- Ciborij oktagonalnega stolpa
- Severna stran fasade Coronería
- Južna stran iz Plaza de San Fernando
- Južna stran fasade Sarmental
- Mudéjar strop v kapiteljski sobi
- Notranost kapele Major
- Zlate stopnice
- Križni hodnik stolnice v Burgosu
- vzhodna stran fasade Pellejería
- Detajl groba Condestables
- El Cidova skrinja
- Papamoscas ura
- Stolnica v Burgosu leta 1911